# Millville (Arizona)
Millville er en spøgelsesby i Cochise County, Arizona, USA, beliggende på østbredden af San Pedro River 13 km sydvest for Tombstone, og er adskilt fra Charleston af San Pedro-floden.
Byen fik postkontor den 26. maj 1879, og det lukkede igen den 3. maj 1880. Byen eksisterede takket være Tombstone, som havde meget sølv, men ikke nok vand. Da vand er vigtig for malmvask, byggede Richard Gird et malmvaskeri langs østbredden af San Pedro-floden, 14,5 km sydvest for Tombstone, og stedet blev kendt som Millville.
Byen mistede postkontoret da Charleston på vestbredden af floden blev den største af byerne, og minerne i Tombstone var blevet udtømt. Alt dette bevirkede at Millville blev til en spøgelsesby. I dag er der blot nogle fundamenter tilbage af byen.

## Ekstern kilde/henvisning
- I bil igennem Arizona Arkiveret 25. april 2009 hos  Wayback Machine

31°38′16.0″N 110°10′23.9″V / 31.637778°N 110.173306°V